# (7815) Dolon
(7815) Dolon (1987 QN) – planetoida z grupy trojańczyków okrążająca Słońce w ciągu 12,2 lat w średniej odległości 5,3 j.a. Odkryta 21 sierpnia 1987 roku. Jej nazwa wywodzi się z mitologii greckiej, od imienia Dolona, jednego z żołnierzy trojańskich walczących w wojnie trojańskiej.